# NGC 3133
NGC 3133 est une galaxie spirale relativement éloignée et située dans la constellation de l'Hydre. NGC 3133 a été découverte par l'astronome américain Francis Leavenworth en 1886.

## Caractéristiques
Sa vitesse par rapport au fond diffus cosmologique est de 9 474 ± 51 km/s, ce qui correspond à une distance de Hubble de 137,7 ± 9,8 Mpc (∼449 millions d'al).